# Mistrzostwa Świata w Kolarstwie Torowym 1893
1. Mistrzostwa Świata w Kolarstwie Torowym odbyły się w amerykańskim Chicago. Były to pierwsze oficjalne mistrzostwa świata w kolarstwie torowym zorganizowane przez Międzynarodowy Związek Kolarski (obecnie Międzynarodowa Unia Kolarska). Startowali tylko mężczyźni w kategorii amatorów.

## Medaliści

### Mężczyźni
| Konkurencja                            | Złoto            | Srebro             | Brąz               |
| -------------------------------------- | ---------------- | ------------------ | ------------------ |
| Sprint indywidualny amatorów           | Arthur Zimmerman | John Johnson       | John Patrick Bliss |
| Wyścig ze startu zatrzymanego amatorów | Laurens Meintjes | Emil Ulbricht      |                    |
| Wyścig na 10 km amatorów               | Arthur Zimmerman | John Patrick Bliss | John Johnson       |

## Klasyfikacja medalowa
| Miejsce | Państwo           |   |   |   | Razem |
| ------- | ----------------- | - | - | - | ----- |
| 1.      | Stany Zjednoczone | 2 | 3 | 2 | 7     |
| 2.      | Transwal          | 1 | 0 | 0 | 1     |